# 黃恆秋
黃恆秋（1957年4月—），本名黃子堯，是臺灣詩人與文學評論家。他於1957年出生於中華民國臺灣省苗栗縣銅鑼鄉朝陽村，從母姓黃，排行第二。黃氏於1963年就讀銅鑼國小；1968年就讀文林國中；1971年就讀沙鹿高工，最後畢業於輔仁大學中國文學系。他於1981年10月，加入文學社團笠詩社，亦於同年11月，出版詩集《葫蘆的心事》。黃氏於1990年1月所出版之《擔竿人生》一書，為臺灣文學史上第一本客家語現代詩詩集。由他所編選之《客家現代詩選》，亦是臺灣文學史上第一本客家語現代詩詩選。

## 經歷
- 《文學客家》主編(2023- )
- 台灣客家公共事務協會理事長(2020- )
- 《客台語》報刊主編(2019- )
- 國立台灣文學館/客家文學發展年表撰寫與出版計畫主持人(2018)
- FM105.9講客電台*詩詩文文客家情*節目主持人(2017-2024)
- 教育部_閩客語文學獎客家語小說組評審
- 2016桐花文學獎評審委員(2017)
- 台灣客家筆會理事長(2010-2016)
- 台北客家社區大學講師(2014-2016)
- 苗栗縣夢花文學獎評審委員(2015-2016)
- 教育部閩客文學獎小說類評審委員(2015)
- 龍岩學院閩台客家研究院客座研究員(2014-2018)
- 《續修苗栗縣志》文教建設志主持人(2013-2014)
- 新竹縣客家新曲獎評審委員 (2012-2016)
- 《文學客家》社長（2010-2016）
- 台灣客家公共事務協會理事長(2008-2013)
- 台灣文學獎評審委員 (2012)
- 笠詩刊社編輯委員（2005-2008）
- 新莊社區大學講師（2006-2007）
- 台北縣客家公共事務協會理事長（1999-2004）
- 台北市政府客家事務委員會委員(2003-2004)
- 財團法人寶島客家廣播電台台長（2000-2003）
- 基隆社區大學講師（2001-2002）
- 客家雜誌總編輯（1998-2000）
- 台灣筆會理事（1997-1998）
- 苗栗縣文學家作品集執行主編（1995-1997）

## 榮譽
- 客家台灣文化獎（1996）
- 教育部漢語方言著作佳作獎（1998）
- 台北縣客家文化推廣貢獻獎 (2010)
- 客家新聞獎廣播新聞採訪報導獎（2010）
- 客家貢獻獎-文學類傑出成就獎（2011）
- 新北市「金客獎」語文類成就獎(2014)
- 台灣省政府-台灣鄉土文史教育暨藝術社教有功人員(2015)

## 著作
- 葫蘆的心事（詩集1981年）
- 寂寞的密度（詩集1989年）
- 擔竿人生（客語詩集1990年）
- 台灣文學與現代詩（論評集1992年）
- 我是鸚鵡（詩選集1994年）
- 台灣客家文學史概論（論評集1998年）
- 見笑花（客語有聲詩集1998年）
- 客家詩篇（客語詩集2002年）
- 客家民間文學（論評集2003年）
- 台灣客家族群史-學藝篇：台灣客家文學（2004年）
- 台灣客家運動：文化、權力與族群菁英（論評集2006年）
- 客庄鄉音（客語詩集2009年）
- 客言客語 (論評集2013年)
- 黃恒秋(笠50年紀念版小詩集2014年)
- 客家三山國王信仰文化研究 (論評集2015年)
- 戀戀銅鑼灣 (客語詩選集2018年)
- 走讀客家世界(報導文學2020年)
- 客家文學與文史客家論集(論評集2021)

## 編著
- 七彩的時間（苗栗縣文學作家-詩選集1992年）
- 客家台灣文學論（1992年）
- 客家台語詩選（1995年）
- 落地生根好所在：台北縣的客家人（2000年）
- 收冬戲：客家詩與歌交會的慶典（2001年）
- 客家書寫：台灣客家文藝作家作品目錄（2001年）
- 客家在北縣（2002年）
- 台灣客家與三山國王信仰（2005年）
- 行向新故鄉：新莊、泰山的客家人（與陳宗仁合編，2008年）
- 客家山歌200首（2010年）
- 創作的心田: 五位客家人的故事（2010年）
- 2011當代客家文學(2011年)
- 2012當代客家文學(2012年)
- 新北市客家社團探索館(2013年)
- 2013當代客家文學(2013年)
- 客家文化事典: 文學篇(2014年)
- 2014當代客家文學(2014年)
- 續修苗栗縣志.卷四:文教建設志.文學篇(2014年)
- 客語文學小說選(2015年)
- 2015當代客家文學(2015年)
- 2016當代客家文學(2016年)
- 客語文學詩歌選(2016年)
- 客語文學散文選(2016年)
- 客韻風華-海峽兩岸客家詩選(2017年)
- 2017當代客家文學(2017年)
- 2018當代客家文學(2018年)
- 台灣客家文學發展年表(2018年12月)
- 台灣客家還我母語運動30年文集(2019年8月)
- 2019當代客家文學(2019年11月)
- 客家文獻與著作書目彙編(2020年11月)
- 2020當代客家文學(2020年12月)
- 2021當代靠家文學(2021年11月)
- 2022台灣客家文學論集(2023年6月)
- 苗栗客家文學事典(2023年)
- 2023台灣客家文學論集(2023年)
- 2024台灣客家文學論集(2024年)

## 評價
對於由黃恆秋所著之臺灣文學史上的第一本客家語現代詩詩集——《擔竿人生》，文學評論家向陽，曾經在發表於1991年6月的論文中，給予了「努力是值得的」肯定評價。他認為，黃氏的詩集，是落實並且推動當前的臺灣文學，尤其須要由客家語系作家、原住民族語系作家，分別用自己的母語，來從事文學創作，以豐饒臺灣文學內容的認知。